# 芸濃町雲林院
芸濃町雲林院（げいのうちょううじい）は、三重県津市の町丁。本項ではかつて同区域に存在した安濃郡雲林院村（うじいむら）についても記す。

## 地理
津市の北西部、旧・芸濃町の中部にあたる。東で芸濃町椋本・芸濃町多門、南で芸濃町小野平、西で芸濃町河内、北で芸濃町忍田に接する。北を安濃川が流れ、北西に門前ガ淵がある。概ね安濃川の南に沿って東西を三重県道42号津芸濃大山田線が通過し、三重県道669号大山田芸濃線が北へ分岐する。

### 山岳
- 摺鉢山

### 河川
- 安濃川

## 歴史
- 幕末時点では安濃郡雲林院村であった。「旧高旧領取調帳」の記載によると津藩領。
- 明治4年7月14日（1871年8月29日） - 廃藩置県により津県の管轄となる。
- 明治4年11月22日（1872年1月2日） - 第1次府県統合により安濃津県の管轄となる。
- 明治5年3月17日（1872年4月24日） - 安濃津県が改称して三重県となる。
- 1889年（明治22年）4月1日 - 町村制の施行により、近世以来の雲林院村が単独で自治体を形成。
- 1956年（昭和31年）9月30日 - 雲林院村が河芸郡椋本村・明村・安濃郡安西村・河内村と合併して安芸郡芸濃町が発足し、同町大字雲林院となる。
- 2006年（平成18年）1月1日 - 芸濃町が津市・久居市・安芸郡河芸町・美里村・安濃町・一志郡香良洲町・一志町・白山町・美杉村と合併し、改めて津市が発足、同市芸濃町雲林院となる。

## 世帯数と人口
2019年（令和元年）6月30日現在の世帯数と人口は以下の通りである。
| 町丁         | 世帯数  | 人口  |
| ------------ | ------- | ----- |
| 芸濃町雲林院 | 296世帯 | 632人 |

### 人口の変遷
国勢調査による人口の推移
| 2010年（平成22年） | 752人 | [ 5 ] |  |
| 2015年（平成27年） | 642人 | [ 6 ] |  |

### 世帯数の変遷
国勢調査による世帯数の推移
| 2010年（平成22年） | 279世帯 | [ 5 ] |  |
| 2015年（平成27年） | 262世帯 | [ 6 ] |  |

## 学区
市立小・中学校に通う場合、学区は以下の通りとなる。
| 番・番地等 | 小学校           | 中学校           |
| ---------- | ---------------- | ---------------- |
| 全域       | 津市立芸濃小学校 | 津市立芸濃中学校 |

## 交通

### バス
津市コミュニティバス
- 芸濃巡回雲林院ルート
  - 芸濃総合文化センター - 市場 - 南山東 - 椋本団地 - 芸濃総合支所 - ショッピングセンター - 中町 - 芸濃総合文化センター
- 芸濃巡回河内ルート
  - 芸濃総合文化センター - ショッピングセンター - 芸濃総合支所 - 中町 - 総合文化センター - 市場 - 落合の郷 - 北畑

### 道路
- 三重県道42号津芸濃大山田線
- 三重県道669号大山田芸濃線

## 施設
- 青木団地
- 美濃夜神社
- 長徳寺
- 林光寺
- 溝渕寺
- 養宗寺
- 光安寺
- 安楽寺

## その他

### 日本郵便
- 郵便番号 : 514-2204[3]（集配局：椋本郵便局[8]）。